# Aguacatán
Aguacatán est une ville du Guatemala dans le département de Huehuetenango.